# Úrvalsdeild 1921
Úrvalsdeild 1921 byl 10. ročník nejvyšší islandské fotbalové ligy. Posedmé zvítězil Fram Reykjavík.

## Tabulka
| Poř. | Tým                | Z | V | R | P | VG | OG | B |
| ---- | ------------------ | - | - | - | - | -- | -- | - |
| 1.   | Fram Reykjavík     | 2 | 2 | 0 | 0 | 10 | 1  | 4 |
| 2.   | Víkingur Reykjavík | 2 | 1 | 0 | 1 | 3  | 6  | 2 |
| 3.   | KR Reykjavík       | 2 | 0 | 0 | 2 | 3  | 9  | 0 |